# Bahamasair
Bahamasair ist eine bahamaische Fluggesellschaft mit Sitz in Nassau. Sie ist die Nationalfluggesellschaft der Bahamas und operiert im internationalen und regionalen Liniendienst.

## Geschichte
Der Ursprung der heutigen Bahamasair ist die 1936 in Nassau gegründete Bahamas Airways Ltd. Nach Pan Am kaufte sie die britische BOAC. Zusätzlich beteiligte sich die Swire Group. 1970 liquidierte wegen politischer Intrigen die Swire Group die Bahamas Airways. Parallel existierten die 1971 gegründete Flamingo Airways, sowie die erfolgreiche Out Island Airways, die die nördlichen Strecken übernahm. 1973 erwarb die Regierung die Out Island Airways weit unter Wert, organisierte sie neu und nannte sie Bahamasair. Sie fährt hauptsächlich durch Management-Fehlentscheidungen Jahr für Jahr Verluste ein. Die Bahamasair wurde wegen der Ölkrise in den 1970ern gegründet. 1970 stellte British Airways die Flüge auf die Bahamas ein und die Regierung befürchtete, dass weitere große Fluggesellschaften diesem Beispiel folgen würden. Also wurde Bahamasair gegründet und begann am 18. Juni 1971 den Liniendienst mit Flugzeugen die aus dem Bestand der Flamingo Airlines und Out Island Airways gekauft wurden. In der Anfangsphase wurde Bahamasair mit großen Problemen wie schlechter Wartung und einer schwierigen wirtschaftlichen Situation konfrontiert.

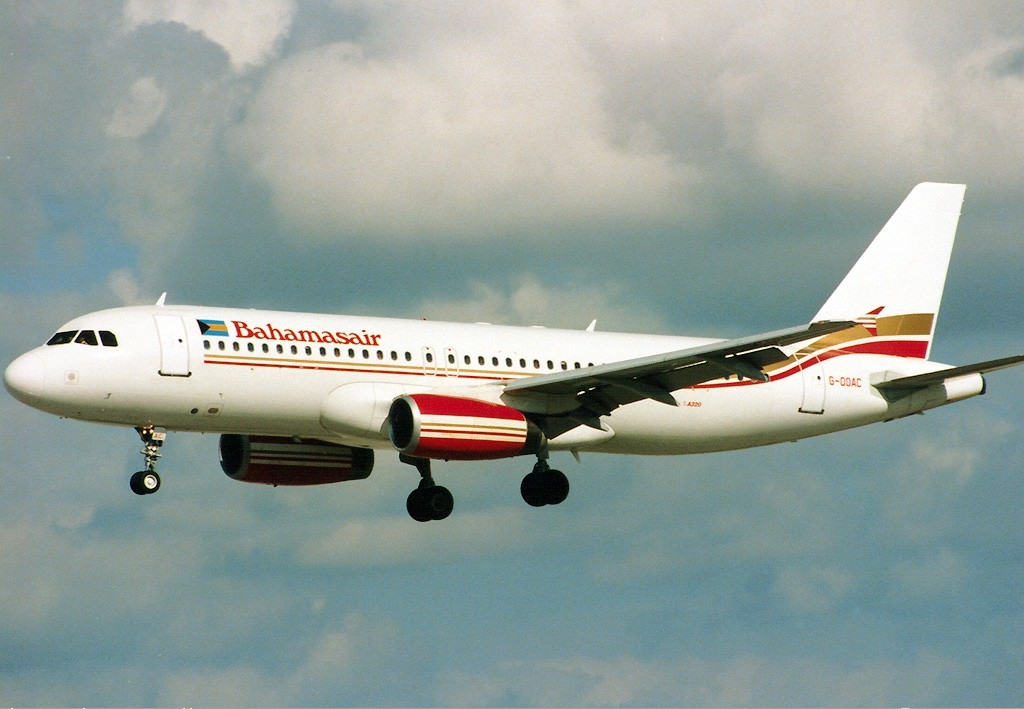
Ehemalige A320 Anfang der 1990er Jahre

Dies resultierte in großem Misstrauen gegenüber der jungen Fluggesellschaft, was jedoch zu verschwinden begann, als die Fluggesellschaft fabrikneue Boeing 737 erhielt. 1972 wurde die erste internationale Strecke nach Tampa eingerichtet. 1973 wurde die Befürchtung der Regierung dann Wirklichkeit, als Pan Am und einige andere Fluggesellschaften dem Beispiel von British Airways folgten und ihren Liniendienst auf die Bahamas einstellten. Dadurch erhielt die Bahamasair eine dominierende Rolle auf dem bahamaischen Markt und bediente weitere Strecken nach Florida.
Während der 80er Jahre versuchte Bahamasair im Nordosten der USA zu expandieren, wofür Flüge nach Philadelphia, Washington D. C. und Newark eingerichtet wurden. 1989 entschieden die Manager der Fluggesellschaft jedoch diese Strecken wieder einzustellen, da sie unprofitabel waren. 1989 wurden auch zwei neue Boeing 727 in die Flotte integriert, sowie das Design der Flugzeuge und die Uniformen geändert.
1991 wurde die De Havilland Canada DHC-8 eingeführt, um die Jetflugzeuge der Fluggesellschaft zu ersetzen. 1997 kehrten die Boeing 737 jedoch zurück, um internationale Strecken nach Florida zu bedienen.
Zum 2. Juli 2019 wurde eine Boeing 737-700 mit dem Luftfahrzeugkennzeichen C6-BFX in die Flotte eingeführt; damit operierte Bahamasair erstmals in ihrer Geschichte auch eine Boeing 737 aus der Next-Generation-Serie.

## Flugziele
Bahamasair fliegt von Nassau international nach Havanna in Kuba, Providenciales auf den Turks- und Caicosinseln, Miami, Baltimore und Columbus in den USA. Auf den Bahamas werden u. a. Cat Island, Crooked Island, Exuma, Grand Bahama, Mayaguana und San Salvador angeflogen. Saisonal fliegt Bahamasair nach Cibao und Las Américas in der Dominikanischen Republik und Piarco in Trinidad und Tobago.

## Flotte

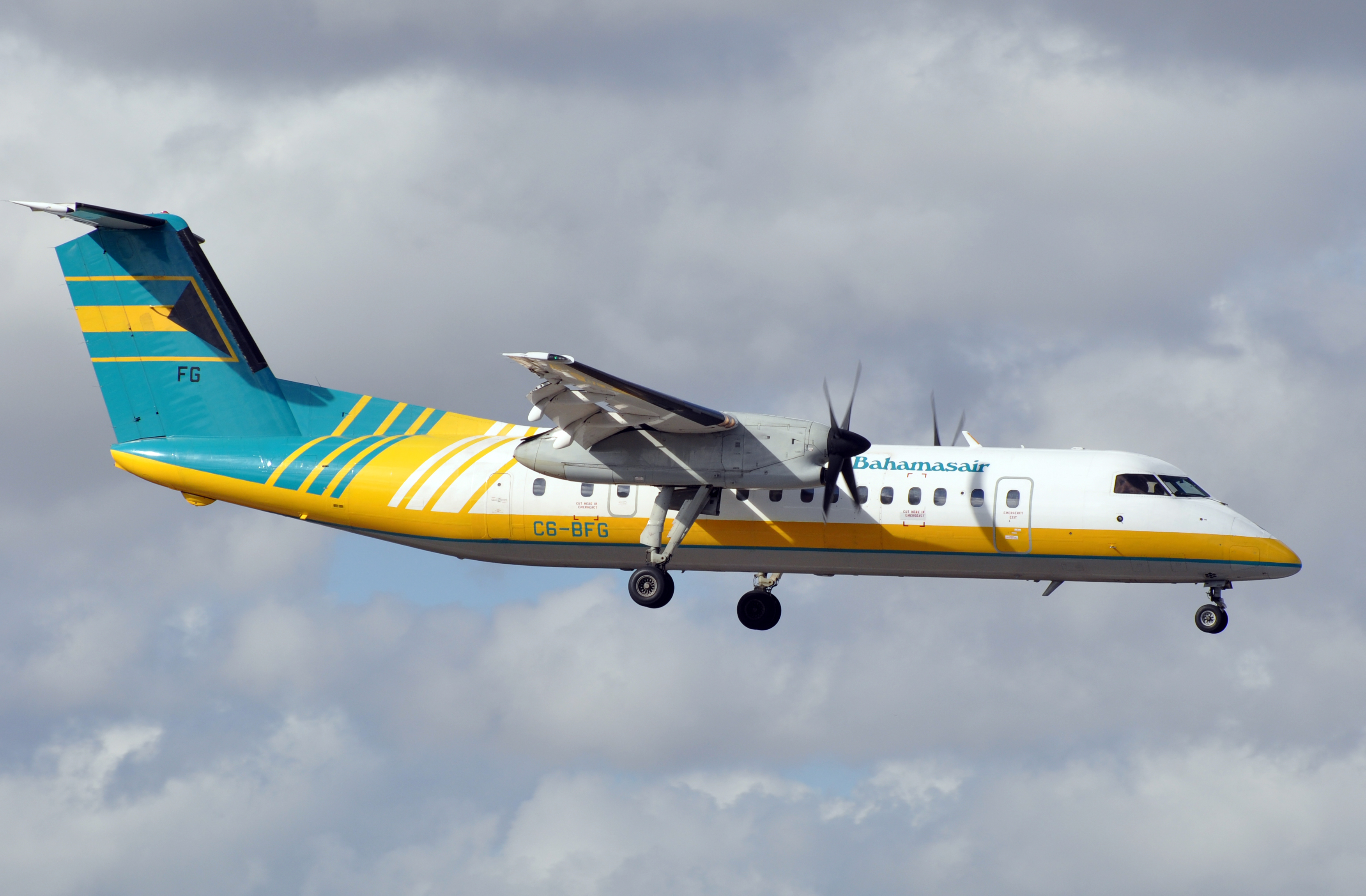
Vormals eingesetzte De Havilland DHC-8-300 der Bahamasair

### Aktuelle Flotte
Mit Stand Januar 2023 besteht die Flotte der Bahamasair aus neun Flugzeugen mit einem Durchschnittsalter von 13,3 Jahren:
| Flugzeugtyp    | Anzahl | bestellt | Anmerkungen                             | Sitzplätze |
| -------------- | ------ | -------- | --------------------------------------- | ---------- |
| ATR 42-600     | 3      |          |                                         | 50         |
| ATR 72-600     | 2      |          | eine inaktiv                            | 70         |
| Boeing 737-500 | 1      |          |                                         | 120        |
| Boeing 737-700 | 3      |          | eine inaktiv; mit Winglets ausgestattet | 138        |
| Gesamt         | 9      |          |                                         |            |

### Ehemalige Flugzeugtypen
- Airbus A320-200
- Boeing 727-200
- Boeing 737-200
- Boeing 737-300
- Boeing 737-400
- De Havilland Canada DHC-8-300